# Quantunque io
Quantunque io è stato un varietà comico televisivo in quattro puntate diretto da Romolo Siena e condotto da Enrico Montesano, trasmesso sulla Rete 2 (l'odierna Rai 2) dal 6 al 27 marzo 1977, alle 20:40 di ogni domenica.
Fu il primo varietà trasmesso a colori della Rete 2 della Rai (escludendo quelli realizzati negli anni della sperimentazione).

## Il programma
Il varietà si incentrava su una dissacrante satira politica, sociale e di costume, secondo il gusto di allora, elementi che ne determinarono un notevole successo di ascolti.
Al comico romano, in grado di interpretare più personaggi nello stesso sketch, si affiancano caratteristi come Bombolo e Gino Pagnani, oltre un'ospite femminile per ciascuna puntata, attrice sex symbol. Vi partecipano rispettivamente Gloria Guida, Sydne Rome, Janet Agren e Nadia Cassini.
Tra i personaggi ricorrenti, vi era la romantica donna inglese, un'attempata zitella d'Oltremanica residente in Italia, affascinata e al contempo vittima dei disagi nostrani, già presentata durante la primavera del 1976 in un ciclo della trasmissione radiofonica Gran varietà. Seguono Torquato il pensionato, che reca con sé una grossa busta di medicinali, Zia Sally, che risponde alle lettere di telespettatrici con problemi sentimentali, e infine la parodia di un talk show politico di quel periodo: TG2 Ring. In ogni puntata Montesano imita in maniera dissacrante un leader politico, rispettivamente Giulio Andreotti, Enrico Berlinguer, Aldo Moro e Pietro Nenni. Il caratterista Gastone Pescucci interpreta il conduttore Aldo Falivena. Tra gli interpreti dei giornalisti, la soubrette ospite.
Sigla finale con l'attore che interpreta un cameriere d'albergo che spia nelle stanze attraverlo la serrature, fino ad ammirare la ragazza della puntata.
Il programma viene riproposto l'anno successivo in una sola puntata quale retrospettiva della serie.